# Pselliophora gloria
Pselliophora gloria är en tvåvingeart som beskrevs av Alexander 1924. Pselliophora gloria ingår i släktet Pselliophora och familjen storharkrankar.
Artens utbredningsområde är Kambodja. Inga underarter finns listade i Catalogue of Life.